# Banari
Banari is een gemeente in de Italiaanse provincie Sassari (regio Sardinië) en telt 652 inwoners (31-12-2004). De oppervlakte bedraagt 21,3 km², de bevolkingsdichtheid is 31 inwoners per km².

## Demografie
Banari telt ongeveer 290 huishoudens. Het aantal inwoners daalde in de periode 1991-2001 met 10,4% volgens cijfers uit de tienjaarlijkse volkstellingen van ISTAT.
| Jaar | Inwoneraantal |
| ---- | ------------- |
| 1991 | 756           |
| 2001 | 677           |

## Geografie
De gemeente ligt op ongeveer 419 m boven zeeniveau.
Banari grenst aan de volgende gemeenten: Bessude, Florinas, Ittiri, Siligo.